# Castillo de Lárnaca

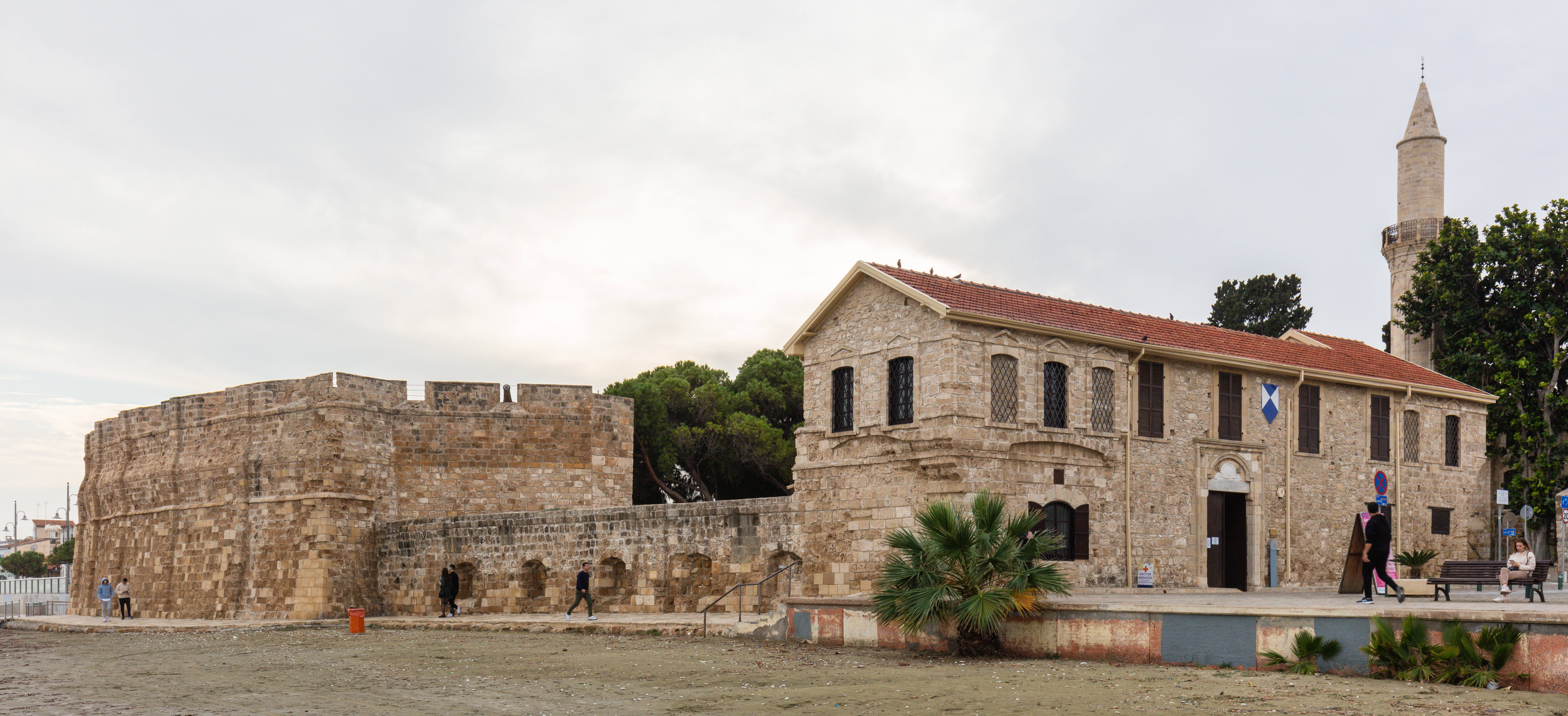
Vista del castillo desde otro ángulo.

El Castillo de Lárnaca o Fortaleza de Lárnaca (en griego: Κάστρο Λάρνακας, en turco: Larnaka Kalesi), es una fortaleza defensiva ubicada en Lárnaca (Chipre). El castillo fue construido para defender las costas del sur de Chipre y fue utilizado más tarde como prisión, artillería y como puesto de avanzada. El Castillo de Lárnaca está situado en el malecón de la ciudad, a la orilla del mar.

## Historia
Lárnaca ha estado habitada desde siglo XIV a. C., fue fundada por los griegos micénicos-aqueos. En principio era un pequeño pueblo, con un pequeño fuerte construido cerca de su puerto durante la dominación bizantina. No está claro cuándo los bizantinos construyeron el actual castillo pero según las investigaciones realizadas en torno al mismo, se sugiere que la construcción comenzó a finales del siglo XII.
La ciudad ganó importancia durante la Edad Media, después de que los genoveses ocuparon el puerto principal de la isla, Famagusta, y surgió la necesidad de crear un nuevo puerto en Lárnaca. Poco después, la ciudad se convirtió en uno de los principales puertos del Reino de Chipre. Entre los años 1382-1398 la pequeña fortificación bizantina situada cerca del puerto pasó a ser un castillo más sustancial. En el siglo XVIII el castillo fue perdiendo importancia y fue abandonado. En esta misma época, el famoso explorador, el abad Giovanni Mariti, constató que el castillo estaba en un estado semi-ruinoso, y que sin embargo todavía había una guarnición para protegerlo. 
El castillo fue sometido a la ocupación alemana durante la Primera Guerra Mundial. La ocupación duró entre 1914-1918 y el castillo fue utilizado como puesto de avanzada por militares alemanes. Al final de la guerra, el castillo fue reconquistado por los británicos y se convirtió en una prisión, con una horca para ejecutar a los prisioneros. La última ejecución tuvo lugar en 1948. Durante la Guerra Civil Chipriota, el castillo fue tomado por los chipriotas griegos y fue utilizado como prisión de guerra.

## En la actualidad
Después de la independencia chipriota, el castillo fue convertido en un museo, mientras que el patio del castillo se convirtió en un teatro al aire libre, con capacidad para 200 personas. 